# لورانس باور
لورانس باور (بالإنجليزية: Lawrence Power)‏ هو عازف كمان ‏ بريطاني، ولد في 1977.

## وصلات خارجية
- لورانس باور على موقع ميوزك برينز (الإنجليزية)
- لورانس باور على موقع أول ميوزيك (الإنجليزية)
- لورانس باور على موقع ديسكوغز (الإنجليزية)